# The Blood of Dawnwalker
The Blood of Dawnwalker — майбутня рольова відеогра, розроблена студією Rebel Wolves під видавництвом Bandai Namco Entertainment Europe. Дія відбувається у вампірському сетингу у вигаданому королівстві XIV століття, що розкинулося серед таємничих Карпатських гір. Спираючись на східноєвропейський фольклор, гра відкриває перед гравцями світ, сповнений надприродних істот, небезпечних випробувань, моральних виборів і заплутаних політичних інтриг.

## Розробка
Це перший проєкт студії Rebel Wolves, заснованої у 2022 році бувшим геймдиректором The Witcher 3 і Cyberpunk 2077 Конрадом Томашкевичем після його виходу з CD Projekt. До команди розробників також увійшли інші колишні співробітники CD Projekt — брат Конрада, Матеуш, що виступає керівником проєкту, дизайнер Даніель Садовські, наративний директор Якуб Шамалєк і артдиректор Бартломей Ґавел, які раніше також працювали над серією The Witcher і Cyberpunk 2077.
У січні 2025 року команда представила перший кінематографічний трейлер і поділилась першими подробицями гри.

## Реліз
Заплановано, що вихід The Blood of Dawnwalker планується для ПК, PlayStation 5 і Xbox Series X/S .